# Catégorie *-autonome
En mathématiques, une catégorie *-autonome (lire « étoile-autonome » ou « star-autonome ») est une structure étudiée en théorie des catégories.
Il s'agit plus précisément d'une catégorie qui possède un objet dit « dualisant » et qui vérifie un jeu d'axiomes précis. Cette structure rend compte de plusieurs situations essentielles qui apparaissent naturellement en logique mathématique, en topologie, en informatique théorique et en physique théorique et a été introduite par le mathématicien américain Michael Barr (en) en 1979.
Le terme « *-autonome » fait écho à la notion de catégorie rigide, aussi dite « autonome », qui est une catégorie où la notion de dual peut être définie.

## Définition

### Catégorie *-autonome ordinaire

#### Définition explicite
Soit {\displaystyle \langle C,\otimes ,1\rangle } une catégorie monoïdale symétrique fermée, dont le foncteur Hom interne est noté {\displaystyle \multimap }. C est une catégorie *-autonome si elle est équipée d'un objet dualisant {\displaystyle \bot } et pour tout objet A, d'un isomorphisme :
{\displaystyle d_{A}:A\to \left(A\multimap \bot \right)\multimap \bot }.
Cette application n'est autre que la transposée de l'application d'évaluation :
{\displaystyle \mathrm {eval} _{A,\bot }:(A\multimap \bot )\otimes A\to \bot }
Le fait qu'il s'agisse d'un isomorphisme permet de donner un sens à la double négation, et donc de rendre compte de logiques plus flexibles que la logique intuitionniste.

#### Définition implicite
Une définition alternative, mais équivalente, est de considérer sur cette catégorie C le foncteur
{\displaystyle (-)^{*}=(-)\multimap \bot }
et de demander qu'existe une bijection naturelle
{\displaystyle \mathrm {Hom} (X\otimes Y,Z^{*})\simeq \mathrm {Hom} (X,(Y\otimes Z)^{*})}
Le rôle de l'objet dualisant {\displaystyle \bot } est alors joué par {\displaystyle 1^{*}}.

### Catégorie *-autonome enrichie
Soit V une catégorie monoïdale, il existe une notion de catégorie *-autonome V-enrichie. Elle coïncide avec la notion classique lorsque V = Set. 
Un V-foncteur F : A → B est dit essentiellement surjectif sur les objets lorsque tout objet de B est isomorphe à Fa pour un objet a de A. Une *-opération à gauche est un V-foncteur 
{\displaystyle S:A\to A^{\mathrm {op} }}
associé à la famille V-naturelle d'isomorphismes
{\displaystyle \operatorname {Hom} _{A}(X\otimes Y,SZ)\simeq \operatorname {Hom} _{A}(X,S(Y\otimes Z))}.
Une V-catégorie *-autonome est une V-catégorie monoïdale équipée d'une *-opération à gauche pleine et fidèle. 
Ces catégories sont en particulier fermées, et l'objet dualisant est SI.

## Exemples
- Les espaces de cohérence (en) en logique linéaire, introduits par Jean-Yves Girard, sont des catégories *-autonomes. En effet la structure *-autonome permet de rendre compte des opérations de cette logique : si on note {\displaystyle X^{\bot }=(X\multimap \bot )}, on observe que {\displaystyle X} est canoniquement isomorphe à {\displaystyle X^{\bot \bot }} et on peut définir l'opération « par » X ⅋ Y comme {\displaystyle (X^{\bot }\otimes Y^{\bot })^{\bot }}.
- La catégorie des k-espaces vectoriels de dimension finie, où k est un corps, est *-autonome. Le corps de base joue le rôle de l'objet dualisant, et le dual usuel (c'est-à-dire en tant qu'espace vectoriel dual) V* est exactement le dual au sens *-autonome. La catégorie de tous les k-espaces vectoriels (non nécessairement de dimension finie) n'est en revanche pas *-autonome.
- Les espaces de Chu (en), qui généralisent les espaces topologiques, sont naturellement dotés d'une structure *-autonome, et sont en particulier utilisés pour modéliser les automates et les problèmes de concurrence.